# مطبخ الباراغواي

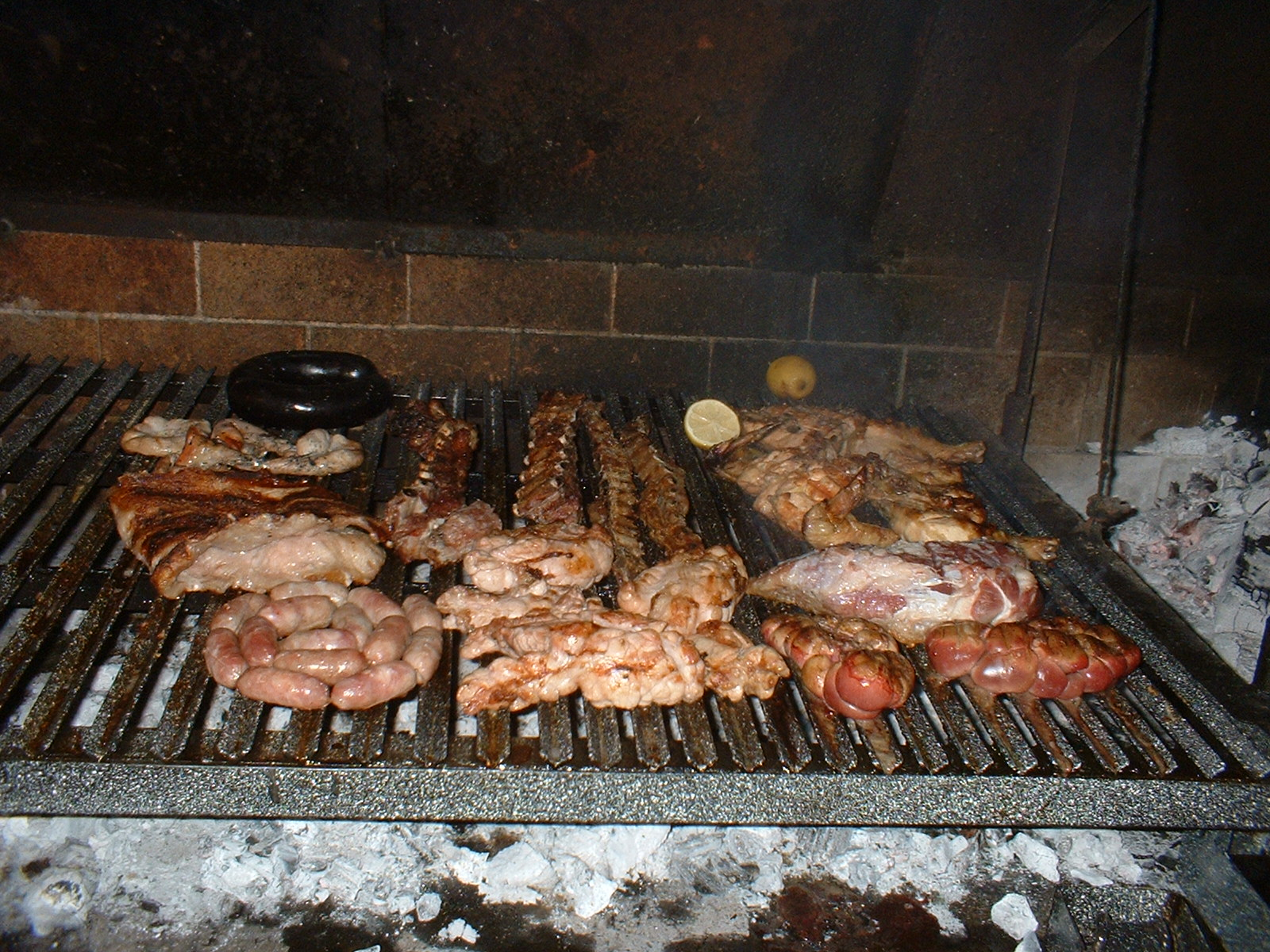

الأكلات في الباراغواي تتشابه مع الأورغواي وجزر فوكلاند في استخدام العديد من المأكولات كالخضار، الفاكهة، اللحم، الذرة، المنيهوت أو الكاسافا manioc (شجيرة صغيرة موطنها الأصلي أمريكا الجنوبية، غنية بالنشويات التي تشكل مصدرًا رئيسيًا للغذاء. وبالإمكان أيضًا غلي أوراق النبات وتناوله طعامًا. تزرع على نطاق واسع كمحصول سنوي في المناطق الاستوائية والشبه استوائية. مصدر رئيسي للكربوهيدرات).
يعد الشواء أسلوب طهي ومناسبة اجتماعية غالباً، ويعرف باسم أسادو أسادو.
تعتمد معظم الأطباق الباراغوية على الذرة، الحليب، الجبنة، واللحوم والسمك المصطاد من الأنهار.
لا توجد اختلافات رئيسية في طريقة تحضير الأطباق في مناطق الباراغواي.
يعد الخبز جزءاً مهماً من النظام الغذائي في بارغواي، ومن أشهر أنواعه التشيبا وهي نوع من فطيرة الجبنة مع دقيق المنيهوت والبيض.

## أشهر الأطباق في باراغواي

### Arró Quesú
طبق من الأرز على الطريقة البارغواية يشابه ريسوتو الحليب والجبنة لكنه يصنع فقط من الأرز الأبيض والجبنة البارغواية

### Chipa
هو خبز مصنوع من المنيهوت والبيض والجبن.

### Chipa Guasú
هي كعكة مصنوعة من حبوب الذرة، وهي أطعمة أصلية وشائعة من باراغواي. وغالبًا ما يتم تقديمه في أسادو( الشواء).

### Guiso popó
طبق تقليدي جداً  يشبه الحساء ويتكون من الدجاج والأرز، المخلل مع الفليفلة الحلوة والثوم، واحيانا يتنوع تحضيره حيث يستبدل الأرز بالبطاطا أو المعكرونة.

### kiveve
من الاطباق النباتية في باراغواي، وهو طبق كريمي يصنع من اليقطين، الجبنة ودقيق الذرة، ويمكن أن يقدم كطبق جانبي أو وجبة رئيسية..

### Lampreado
المعروف باسم Payaguá Mascada ، هي كعكة مقلية مصنوعة من دقيق المنيهوت.

### Mazamorra
هو طبق مشوي الذرة المطبوخ.

### Mbaipy-so-ó
هو بودنغ الذرة مع اللحم.

### Mbejú
هو كعكة النشويات والمواد الغذائية الأساسية للنظام الغذائي في باراغواي.

### Milanesa
هو كستلة اللحم المفروم، المقلي، المخبوزة

### Parrillada
هو طبق من اللحم المطبوخ على أوراق الموز الحارة والفحم.

### Pira caldo
واحدة من أشهر الطرق لتحضير السمك في الباراغوي، عبارة عن حساء ثخين غني يتكون من قطع السمك، البندورة والفليفلة..

### Sopa paraguaya السوبا الباراغوايي
من أكثر الوجبات تقليدية، عبارة عن خليط من المطبخ الأصلي والمطبخ الاوروبي، وهو خبز ذرة ثخين يصنع مع البصل، دقيق الذرة، البيض، الحليب والدهن

### Soyo
سويو هو حساء من اللحم المسحوق في هاون، مع التوابل والخضروات.

### Vori vori
هو حساء أصفر مع كرات صغيرة مصنوعة من دقيق الذرة ودقيق الذرة والجبن.

## الحلويات في الباراغواي

### Dulce de Guayaba
مربى حلو مصنوع من الجوافة، يقدم لوحده أو مع الخبز.

### Dulce de Mamón
حلوى مصنوعة من البابايا وتقدم مع الكراميل

### Kaguyjy[2]
وتعرف أيضاً باسم mazamorra واحدة من أشهر الحلويات التقليدية في الباراغواي، تصنع من الذرة والسكر وأحيانا يضاف العسل أو الحليب.

### Ka’i ladrillo
حلوى تصنع من الفستق والدبس، تقطع لمكعبات صغيرة.

### Kamby arró[3]
النسخة الباراغوية من بودينغ الأرز، تقدم مع القرفة.